# Haplopappus poeppigianus
Haplopappus poeppigianus là một loài thực vật có hoa trong họ Cúc. Loài này được (Hook. & Arn.) A.Gray mô tả khoa học đầu tiên năm 1861.